# Raciu (Dâmbovița)
Pour les articles homonymes, voir Raciu.
Raciu est une commune du județ de Dâmbovița en Roumanie.